# Aneflomorpha ruficollis
Aneflomorpha ruficollis är en skalbaggsart som beskrevs av Chemsak och Linsley 1975. Aneflomorpha ruficollis ingår i släktet Aneflomorpha och familjen långhorningar. Inga underarter finns listade i Catalogue of Life.